# Tal (cantante)
Tal Benyezri (Pardes Hanna-Karkur, 12 de diciembre de 1989), conocida simplemente como Tal, es una cantante y compositora franco-israelí. Su nombre "Tal" significa "Rosa de la mañana" en Hebreo.
Cuando tenía un año su familia se mudó a Francia. En la adolescencia aprende a tocar el piano de forma autodidacta. En 2005 conoce al cantante Gary Fico que le presenta a Laura Marciano, quién posteriormente sería la productora de su primer álbum Le Droit de Rêver (El derecho a soñar). En 2009 firma un contrato con Sony Music que le permite grabar su primer sencillo La musique est mon ange (La música es mi ángel). Pero entonces la discográfica dejó de darle apoyo. Durante ese tiempo Tal tocaba el piano en bares parisinos. En mayo de 2011 ella firma un contrato con Warner Music France.
En los meses siguientes, sale su primer sencillo On Avance de su primer álbum Le Droit de Rêver, posteriormente sale también Waya Waya, Le Sens de la Vie, Je Prends le Large y Rien n'est Parfait. En el 2012 colabora con el rapero francés Canardo en la canción M'en Aller. También ha colaborado con M. Pokora en la canción Envole-Moi.

## Biografía

### Primeros años

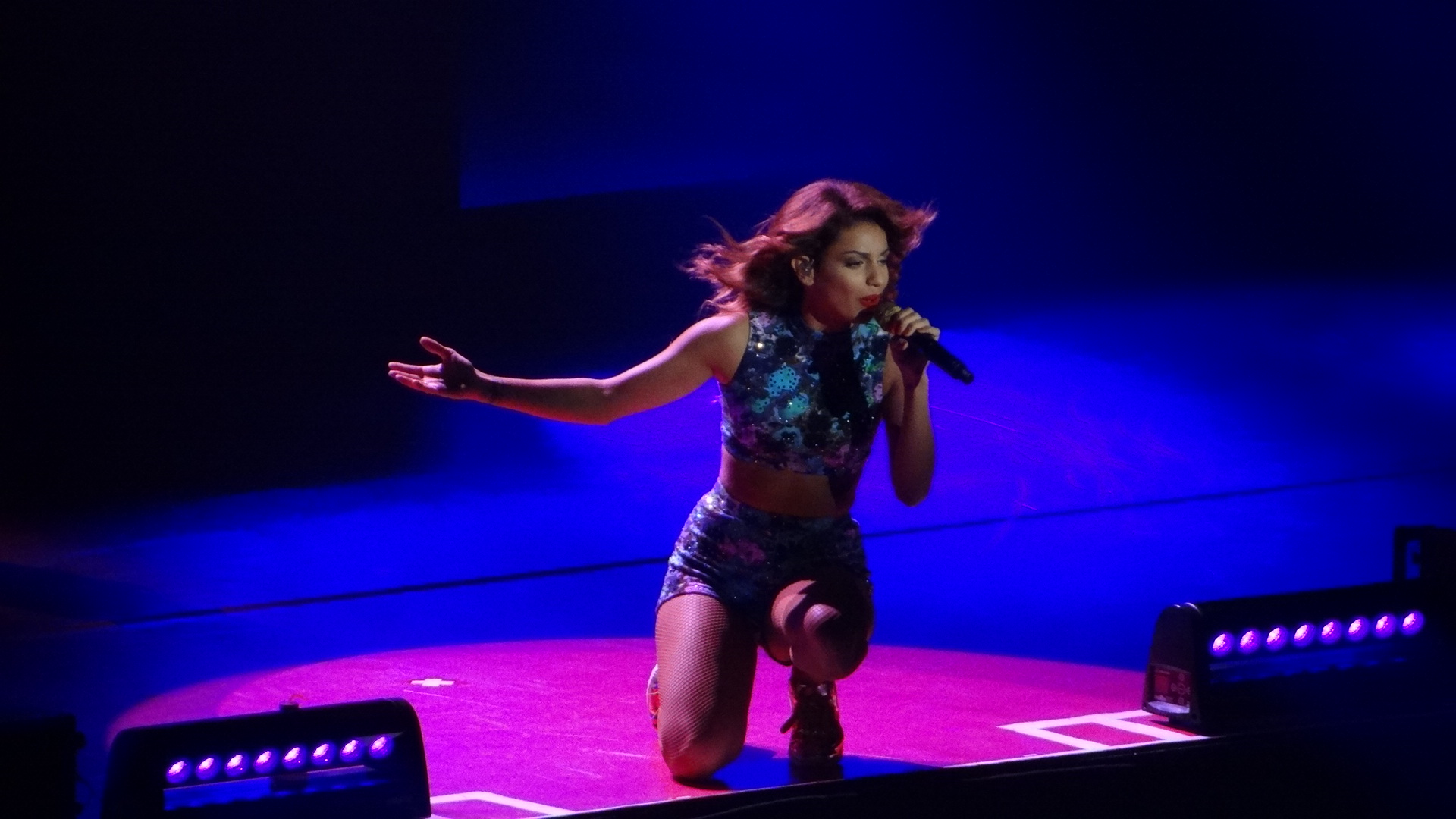
Tal, Lille 2014

Tal nació en Israel. Se crio en una familia llena de músicos; su padre y su hermano son compositores; su madre es cantante y es conocida por el nombre de Sem Azar. Cuando ella tenía un año, su familia decide irse a vivir a Francia. Aprendió a tocar el piano y la guitarra en la adolescencia de forma autodidacta.  En su estilo se denota la influencia de varios artistas como Michael Jackson, Stevie Wonder, Aretha Franklin, Nickelback, Nirvana, Amy Winehouse, Jessie J , Rihanna y Bruno Mars.
En 2005 Tal conoce al cantante Gary Fico, con quien entabla una amistad. En 2008 Gary le presenta a la autora y compositora Laura Marciano que produciría su primer álbum. Consiguientemente ella se retira de sus estudios a los 18 años. Marciano le ayuda a conseguir una firma con el sello discográfico Sony Music. Ambas trabajaron para la realización de su primer sencillo La musique est mon ange que sale en la compilación de éxitos Hits & Dance que fue producido en el 2010. Pero debido a algunas dificultades, Sony decide retirar su apoyo a la cantante. Tal decide entonces trabajar en bares tocando el piano. En mayo de 2011, la directora de Warner Music France la descubre mediante un vídeo en Internet y decide también asistir a uno de sus conciertos. Posteriormente se presenta a las oficinas del sello discográfico para demostrar su talento al Presidente de la compañía e interpreta algunos de sus temas y después firman el contrato. Tres semanas después hace la apertura del concierto de Alicia Keys en Palacio del Congreso de París y más tarde haría la apertura del cantante Christopher Maé en el Casino de París. De acuerdo con el contrato que firmó con la compañía discográfica debe realizar la cover de algunas canciones de Bruno Mars, Jessie J, Mariah Carey e incluso Rihanna en YouTube.
Con la firma de contrato con la compañía disquera se realiza su primer sencillo On Avance, en junio de 2011. También hizo una versión en inglés de su álbum que se titula Music Sounds. A partir de su éxito la cantante es llamada "La Rihanna Francesa", o comparada con "una forma nueva de Shy'm".

## Discografía

### Le Droit de Rêver (2011 - 2012)
Durante el verano de 2011, Tal graba las canciones de su primer álbum que saldría en otoño de ese mismo año. En agosto de 2011, Thierry Chassagne, presidente de la Warner Music France le presenta al rapero Sean Paul y le hace escuchar el sencillo de Tal "Waya Waya", cuando Paul escuchó la canción decidió colaborar con ella. Para finales de agosto de 2011 ella había grabado el vídeo de la canción "On Avance". Después sale el sencillo a la venta y se posicionó en el lugar número 29 de ventas en Francia, y en el puesto número 41 de descargas digitales en la Bélgica francófona. Entonces, en noviembre de 2011, sale el sencillo "Waya Waya", en el que colaboró Sean Paul. Este sencillo tuvo menor acogida en Francia colocándose en la posición 72 de ventas. Igualmente en Bélgica alcanzó el puesto número 15 en descargas digitales.
En septiembre de 2011, Tal contribuye con el Collectif Paris Africa con el fin de apoyar a la gente que padece hambruna en África.  Para ello grabó junto a otros 60 artistas la canción Des Ricochets y el álbum Collectif Paris Africa pour L'UNICEF que salió en diciembre de ese año. Para finales de noviembre de 2011 fue nominada a los NRJ Music Awards en la categoría "Artista femenina revelación del año". Su primer álbum se retardó, estaba previsto para el 5 de diciembre de 2011 cuando la cantante lo anuncia mediante su cuenta de Facebook, sin embargo no salió hasta después. 
El 30 de enero de 2012, sale su sencillo Le Sens de la vie. Salieron dos versiones una con el rapero L'Algérino y la otra acústica. El vídeo original fue rodado en Nueva York, Estados Unidos. Finalmente su primer álbum, Le Droit de Rêver, sale el 16 de marzo de 2012. Fue bien acogido por la crítica y tuvo una considerablemente favorable recepción comercial vendiendo más de 250,000 copias en Francia que le permite ser certificado como Doble Disco Platino. 
A mediados de abril de 2012 sale su sencillo Je Prends le Large, cuyo vídeo fue rodado en Miami, Estados Unidos. Igualmente roda una versión con el cantante Mokobé. El sencillo tiene un éxito moderado en Francia y Bélgica colocándose en los puestos 39 y 44 respectivamente. El 21 de junio de 2012 participa en la Fiesta de la Música, allí participó en una colaboración con M. Pokora, interpretando la canción Hey ya! de Outkast. En julio de 2012 colabora con el rapero Canardo en la canción M'en Aller. La canción se colocó en el puesto número 10 de ventas y en el número 1 de descargas digitales. El 1 de octubre de 2012 sale su quinto sencillo Rien n'est Parfait. A principios de octubre de 2012 colabora con M. Pokora en la compilación Génération Goldman con el sencillo Envole-moi. La canción es un éxito rotundo. Él 14 de diciembre sale el álbum Génération Goldman y es certificado como Disco de Diamante.
En el segundo disco de Génération Goldman Vol. 2 Tal interpreta la canción Pas toi. El 18 y 19 de diciembre de 2012, Tal efectúa sus primeros conciertos en el Diván del mundo en París. A finales de 2012 comienza a realizar los demos para su segundo álbum. Además empieza a pensar en la posibilidad de crear un álbum en inglés.
En enero de 2013, Tal es nominada a Victoires de la musique en las categorías "Grupo o Artista Revelación" y "Álbum de música urbana". A finales de enero gana el premio NRJ Music Awards en la categoría "Revelación Francófona del año".

### Segundo Álbum: À L'Infini y su participación de Danse Avec les stars (2013)
En junio de 2013, sale el sencillo de Tal Danse, en el que participa también Flo Rida promoviendo su nuevo álbum: À L'infini. Posteriormente sale su segundo sencillo con éxito moderado, A L'International. Poco después de la salida de su segundo álbum, es anunciada como candidata para el reality show: Danse avec les stars. Su segundo álbum sale el 2 de septiembre de 2013. 
Entre el 28 de septiembre y el 2 de noviembre es una de las candidatas en la 4ª temporada de Danse avec les Stars, pero es eliminada con Laetitia Milot en un jive. Poco después de su eliminación graba su siguiente videoclip "Le Passé".
El 2 de diciembre de 2013 sale la reedición de su álbum "A L'infini" que incluye tres duetos inéditos con la cantante Alizée. El 14 de diciembre durante la ceremonia de los NRJ Music Awards recibe nuevamente el reconocimiento como la artista francófona del año y además recibe premios por su participación en el concurso "Danse avec les stars".
En el 2014 presta su voz, en el doblaje francés de la película La Gran Aventura Lego, prestando su voz para el personaje Cool-Tag , dicho clip fue presentado en febrero del mismo año.

## Actualidad
Tal realizó en el 2014 el Tour À L'Infini por toda Francia (el cual terminó el 15 de noviembre en el Zenith de París). Además el 25 de noviembre de 2014 publicó un DVD de un concierto hecho en Montpellier.
En 2015 realiza una nueva gira, llamada "Acoustic Tour", con conciertos en Francia, Bélgica y Suiza, que comenzó el 31 de enero de 2015 en Longjumeau, con 4 presentaciones en el famoso Casino de Paris a finales de marzo y un último concierto en la provincia de ultramar de Reunión, en el océano Índico.
Tal también fue nominada como Mejor Artista Francófona del año en los NRJ Music Awards  el 15 de diciembre del 2014 junto a otros artistas de talla internacional, resultando ella ganadora en su categoría por segunda vez consecutiva.

## Discografía
- Le Droit de Rêver (2012)
- À L'Infini (2013)
- TΛL (2016)
- Juste un rêve (2018)
- T.E.O.T 2 (2023)

- Datos: Q453841
- Multimedia: Tal (vocalist) / Q453841